# Staatliche Berufsschule II Passau
Die Staatliche Berufsschule II Passau ist eine staatliche Berufsschule für kaufmännische Berufe. Schulträger ist der Berufsschulverband Passau.

## Profil der Schule
Die Staatliche Berufsschule II will die Berufsanfänger auf die zunehmend europäische Arbeitswelt vorbereiten, weshalb Toleranz, Hilfsbereitschaft und interkulturelle Vielfalt ein besonderes Anliegen der Schule sind. Die Auszubildenden sollen nicht nur fachlich qualifiziert, sondern auch hinsichtlich der individuellen Schülerpersönlichkeit gefördert werden.

## Ausbildungsberufe
Die etwa 1800 Schüler werden in folgenden Berufen ausgebildet:
- Automobilkaufleute
- Bankkaufleute
- Industriekaufleute
- Kaufleute für Büromanagement
- Kaufleute im Einzelhandel
- Kaufleute für Groß- und Außenhandel
- Kaufleute für Spedition und Logistikdienstleistungen
- Medizinische Fachangestellte
- Steuerfachangestellte
- Verwaltungsfachangestellte
- Zahnmedizinische Fachangestellte